# Dresdner Bank
Дрезденський банк (нім. Dresdner Bank), колишній комерційний банк Німеччини, один з трьох найбільших в країні. У травні 2009 був поглинутий групою Commerzbank.

## Історія
Заснований в Дрездені в 1872 з акціонерним капіталом у 9,6 млн марок. Поглинув десятки банків. Входив разом із Deutsche Bank і Commerzbank у «велику трійку» банків ФРН.
У період світової економічної кризи (1929—1933) був на межі банкрутства, але з допомогою держави встояв і посилився, поглинувши великий Данат банк (Дармштадтський і Національний банки). Грав велику роль у кредитуванні Третього Рейху. Активно брав участь у пограбуванні промислових підприємств і банків в окупованих країнах.
Після Другої світової війни 1939—1945 рр. був відновлений при прямому сприянні західних окупаційних держав. В 1947—1948 рр. на базі філій Дрезденського банку на території Західної Німеччини були створені 11 банків-наступників у кожній землі. На чолі їх стали колишні власники Дрезденського банку.
В 1949 на базі Берлінської філії Дрезденського банку був створений торгово-промисловий банк. У 1952 вся територія ФРН була розбита на 3 банківських райони: північ, захід і південь. Замість 11 банків засновано 3. В 1956 р. в результаті їх злиття Дрезденський банк був повністю відновлений і зберіг колишню назву. Дрезденський банк пов'язаний особистою унією із західнонімецьким фінансовим капіталом (Флік, Сіменсом та ін.) Головна контора знаходилася у Франкфурті-на-Майні.
В 1970 мав понад 750 відділень, представництва в Англії, США, Франції, Японії, Іспанії, Туреччини,  Лівані. У країнах Латинської Америки (Аргентині, Бразилії, Перу, Мексиці, Венесуелі та ін.) інтереси банку представляє Німецько-Південноамериканський банк. Акціонерний капітал Дрезденського банку в 1961 склав 220 млн марок, в 1970 досяг 400 млн марок. Сума балансу банку зросла з початку 1961 на кінець 1970 з 8 млрд марок до 28 млрд, вклади з 7 млрд до 25,9 млрд, облік і позики з 4,6 млрд до 23,8 млрд марок.
У 2008 куплений найближчим конкурентом Commerzbank, об'єднання завершилося у 2011 році.